# Wspólnota administracyjna Westerwald-Obereichsfeld
Wspólnota administracyjna Westerwald-Obereichsfeld (niem. Verwaltungsgemeinschaft Westerwald-Obereichsfeld) – wspólnota administracyjna w Niemczech, w kraju związkowym Turyngia, w powiecie Eichsfeld. Siedziba wspólnoty znajduje się w miejscowości Küllstedt.
Wspólnota administracyjna zrzesza pięć gmin wiejskich:
1. Büttstedt
2. Effelder
3. Großbartloff
4. Küllstedt
5. Wachstedt